# SEUROP
Systém SEUROP se využívá k hodnocení jakosti poražených hospodářských zvířat. Tento systém zařazuje jatečně upravené tělo (JUT) dle jeho jakosti do následujících obchodních tříd:
(Následující tabulky jsou platné pro prasata)
a, Část I. Podíl svaloviny (%) v JUT s přejímací hmotností od 60 do 120 kg :
```
   Obchodní třída                           Požadavky

         S                                  60 % a více
         E                                  55 až 59,9 %
         U                                  50 až 54,9 %
         R                                  45 až 49,9 %
         O                                  40 až 44,9 %
         P                                  Méně než 40 %
```

b, Část II. Ostatní porážená prasata :
```
   Obchodní třída                           Požadavky

         N                                  Jatečně upravená těla do 59,9 kg včetně
         Z                                  Jatečně upravená těla prasat nad 120 kg a
                                            jatečně upravená těla zmasilých prasnic a
                                            pozdních řezanců. Svalstvo je na všech částech
                                            těla dobře až velmi dobře vyvinuté.
         H                                  Jatečně upravená těla hubených prasnic a pozdních
                                            řezanců.
         K                                  Jatečně upravená těla kanců a kryptochoidů.
```